# Fiat Oggi
La Fiat Oggi était une voiture produite par Fiat au Brésil de 1983 à 1985.

## Caractéristiques
La Fiat Oggi est une deux portes berline basée sur la Fiat 147, produite à Betim au Brésil de 1983 à 1985. Elle a été commercialisée en Amérique du Sud pour concurrencer la Chevrolet Monza, la Volkswagen Gol et la Ford Escort. Elle était dotée d'un coffre de 440 litres, le deuxième plus gros volume après celui de la Chevrolet Monza. Le concept des voitures tri-corps est très apprécié en Amérique du Sud. Elle sera remplacée en 1985 par la Fiat Prêmio.

## Moteur
La Fiat Oggi était équipée d'un moteur à essence 1,3 L de 60 chevaux.
Une version CSS a été développée en 1984, possédant un moteur 1,4 L de 1 415 cm3 pour une course automobile au Brésil. Cette version a été vendue à 300 exemplaires.